# Antonio de Jesús López
Antonio de Jesús López Amenábar, noto semplicemente come Antonio López (Città del Messico, 4 ottobre 1997), è un calciatore messicano naturalizzato guatemalteco, centrocampista del Comunicaciones e della nazionale guatemalteca.

## Caratteristiche tecniche
È un esterno sinistro.

## Carriera

### Club
Cresciuto nel settore giovanile dell'América, ha esordito in prima squadra il 23 luglio  2018 disputando l'incontro di Primera División perso 2-1 contro il Necaxa.

### Nazionale
Nonostante sia nato in Messico, la sua discendenza guatemalteca gli ha permesso di essere convocato nella selezione calcistica del Guatemala, poiché suo nonno materno è di Quetzaltenango. Il 23 settembre 2020 ha ricevuto la sua prima convocazione per il Guatemala dal tecnico Amarini Villatoro per una partita amichevole proprio contro il Messico.